# Lauksundskaret
Lauksundskaret est une localité du comté de Troms, en Norvège.

## Géographie
Administrativement, Lauksundskaret fait partie de la kommune de Skjervøy.